# De linkse Regenboog
De De linkse Regenboog (Italiaans: La Sinistra - L'Arcobaleno) was een linkse Italiaanse federatie van politieke partijen die op 8 december 2007 officieel werd opgericht. Het doel van deze federatie was om de linkse Italiaanse partijen te verenigen in één blok, vergelijkbaar met de Democratische Partij en het Volk van de Vrijheid.
De federatie bestond uit de volgende Italiaanse politieke partijen:
- Partito della Rifondazione Comunista (PRC, communistisch, leider: Franco Giordano);
- Partito dei Comunisti Italiani (PdCI, communistisch, leider: Oliviero Diliberto);
- Groene Federatie (FV, groen, leider: Alfonso Pecoraro Scanio);
- Democratisch Links (SD, socialistisch, leider: Fabio Mussi).

De federatie deed aan de parlementsverkiezingen van 2008, maar verdween zowel uit de Senaat als uit het Huis van Afgevaardigden. Dat was voor het eerst sinds het einde van de Tweede Wereldoorlog. Fausto Bertinotti, partijleider van de Partito della Rifondazione Comunista, kondigde aan af te treden. ‘Dit is een duidelijke nederlaag van onvoorziene omvang’, zei Bertinotti. ‘Het is tijd voor zelfkritiek’.
Na de verkiezingen werd besloten de federatie op te heffen.